# Santa (pel·lícula de 1943)
Santa (també estrenada com Sublime sacrificio) és una pel·lícula mexicana de 1943 codirigida per Norman Foster i Alberto Gómez de la Vega.
Santa està basada en la novel·la homònima de Federico Gamboa i és una més de diverses versions cinematogràfiques que s'han adaptat d'aquesta novel·la, principalment en l'època del cinema en blanc i negre. Específicament, la versió anterior de 1932 es considera la primera pel·lícula mexicana del cinema sonor. Es va filmar enterament a Mèxic i va ser estrenada el 10 de juny de 1943.
Aquest film ocupa el lloc 82 dins de la llista de les 100 millors pel·lícules del cinema mexicà, segons l'opinió de 25 crítics i especialistes del cinema a Mèxic, publicada per la revista som en juliol de 1994.

## Sinopsi
Santa és una dona que és abandonada per Marcelino, després de quedar embarassada. Per aquest motiu la seva família la fa fora de casa i es refugia al bordell de donya Elvira, on s'enamoren d'ella un pianista cec i un torero, amb qui vol marxar a Espanya. Però abans que pugui refer la seva vida retroba una persona del passat que intenta enfonsar-la en la dissort i la malaltia.

## Repartiment
- Esther Fernández, com a Santa.
- Estela Inda, com Raquel.
- Ricardo Montalbán, com Jarameño.
- José Cibrián, com Hipòlit.